# Narodni park Hakusan
Narodni park Hakusan (白山国立公園, Hakusan Kokuricu Kōen) je narodni park v regiji Čubu na otoku Honšu na Japonskem. Ustanovljen je bil leta 1962 in se razteza čez meje prefektur Fukui, Gifu, Išikava in Tojama. Njegova glavna geografska značilnost je gora Haku. Leta 1980 je bilo območje 480 km², ki ustreza narodnemu parku, razglašeno za Unescov biosferni rezervat.

## Zgodovina
Park je bil leta 1955 prvotno imenovan za kvazi-narodni park Hakusan (白山国定公園, Hakusan Kokutei Kōen). Polni status narodnega parka je prejel leta 1962

## Rastlinstvo in živalstvo
Rastlinstvo parka sega od zmerno toplega do alpskega območja. Podnožje gora pokrivajo iglasti gozdovi, v katerih prevladujejo jelke (Abies mariesii), borovci in japonska kriptomerija (Cryptomeria japonica). Prisotni so listopadni gozdovi in gozdovi, kjer prevladujeta mongolski hrast (Quercus mongolica) in japonska bukev (Fagus crenata). V višjih legah so odprte pokrajine.
Hakusan je dom planinskega orla, planinskega jastreba (Nisaetus nipalensis) in več večjih vrst sesalcev, značilnih za japonske otoke, kot so rdečelični makak (Macaca fuscata), azijski črni medved (Ursus thibetanus), japonska kozja antilopa (Capricornis crispus) in jelen sika (Cervus nippon).

## Znamenitosti
Gora Akausagi (赤兎山), gora Haku, Heisen-dži Hakusan džindža (平泉寺白山神社), slapovi Hjakujodžō (百四丈滝), gorovje Kjō (経ヶ岳), slapovi Širamizu (白水滝). 